# 格伦伍德 (明尼苏达州)
格倫伍德（英語：Glenwood）是一個位於美國明尼蘇達州波普縣的都市。根據2010年美國人口普查，該地共人口2564人，而該地的面積約為15.18平方千米。同時該地也是波普縣的縣治。

## 地理
格倫伍德的座標為45°39′02″N 95°22′59″W / 45.65056°N 95.38306°W，而該地的平均海拔高度為354米（即1161英尺）。